# Grest (Adelsgeschlecht)

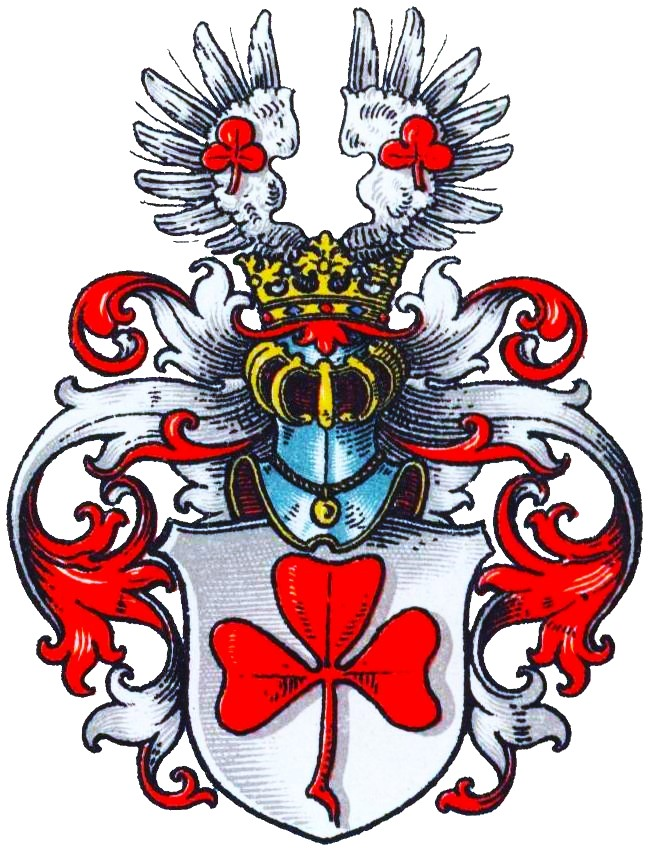
Wappen derer von Grest (Greste) im Wappenbuch des Westfälischen Adels

Grest (auch Greste, Gresten, Greste genannt Ellebracht o. ä.) ist der Name eines erloschenen westfälischen Adelsgeschlechts.
Ob eine Stammesverwandtschaft zu den im 15. Jahrhundert im Baltikum in Reval auftretenden, wappenähnlichen von Grest besteht, ist nicht bekannt. 

## Geschichte
Das Geschlecht war in der Bielefelder Gegend bzw. der Grafschaft Ravensberg angesessen und hatte seinen Namen vermutlich von dem Dorf Greste. Die Familie besaß einen Burgmannshof in Bielefeld (urkundl. 1439) sowie Güter zu Brönninghausen (urkundl. 1676), Lübrassen (urkundl. 1652–1739) und Tedenhausen (urkundl. 1497).
Die Brüder Joachim und Goswin von Grest erhielten am 29. Juli 1624 eine kaiserliche Adelsbestätigung inkl. Rotwachsfreiheit und anderen Privilegien. Joachim von Grest war 1652 Gograf des Amtes Sparrenberg. In jenem Jahr erwarb er das Gut Lübrassen von der Äbtissin des Stifts Herford. Seitdem hatte die Familie in der Heeper Peter-und-Pauls-Kirche den Lübrasser Priechen, d. h. einen erhöhten Sondersitz mit separatem Aufgang von außen. 1701 stiftete die Familie ein Orgelprospekt und eine neue Orgel in der Peter-und-Pauls-Kirche.
Laut Ledebur erlosch die Familie in der ersten Hälfte des 18. Jahrhunderts. 1703 verkaufte Gottfried Adrian von Grest (* 1678, † 1712 zu Lübrassen) einen Garten auf dem St. Johannisberg vor Bielefeld. 1704 heiratete er Anna Elisabeth Sophia Bock von Wülfingen (urkundl. bis 1743). Die Eheleute hatten zwei Söhne: Levin (* ca. 1705, 1712†) und Adam Wilhelm Philipp von Grest (* ca. 1706). Nach dem Tod des Vaters verkaufte Adam Wilhelm Philipp von Grest 1712 sein Hofgut Grestenhof an die Stadt Bielefeld. 1750 ging dann die Geschichte der Grest zu Lübrassen mit Konkurs zu Ende.

## Persönlichkeiten
- Ludeke von Grest (1480†), zwischen 1438 und 1465 vielfacher Bürgermeister von Bielefeld[7]
- Wilhelm von Grest, zwischen 1483 und 1531 vielfacher Bürgermeister von Bielefeld,[8] Sohn des Ludeke von Grest
- Joachim von Grest, 1540 Kämmerer[9] sowie 1553 und 1559 Bürgermeister von Bielefeld[10][11]
- Hieronymus Grestius (Hieronymus von Grest) († 1559), lutherischer Theologe
- Caspar von Grest, 1569 Kämmerer[12] und 1582 Bürgermeister von Bielefeld[13]
- Wetzel von Grest, 1591 und 1596 Bürgermeister von Bielefeld[14]

## Wappen
Blasonierung: In Silber ein rotes Kleeblatt. Auf dem gekrönten Helm mit rot-silbernen Helmdecken ein offener silberner Flug, jeder Flügel mit dem Kleeblatt belegt.